# Закон доброго самаритянина
Закон доброго самаритянина — свод законов в странах общего права, регулирующий право на оказание первой помощи и правовое положение лица, такую помощь оказавшего. Главный пункт закона — пострадавший, как правило, не может предъявить иск за неправильно оказанную первую помощь, если она оказывалась добросовестно, то есть оказавший помощь действовал в пределах своих знаний и опыта, стремясь обеспечить облегчение положения пострадавшего. Не будь этого пункта, посторонние остерегались бы помогать пострадавшим, боясь последующего иска.

## США
Законы различаются в разных штатах, но общие принципы таковы:
- Если пострадавший не был пациентом спасателя, его ребёнком или иным опекаемым им лицом и пострадал не по вине спасателя, спасатель не обязан оказывать первую помощь.
- Первая помощь оказывается бесплатно. В частности, врачи, оказывающие первую помощь в рамках своих профессиональных обязанностей, не защищены этим законом.
- Если спасатель действовал разумно (для своего уровня подготовки), он не отвечает за неумышленно нанесённый вред, даже если неправильные действия спасателя привели к смерти или инвалидности пострадавшего.
- Начав оказание помощи, спасатель не имеет права уйти, кроме следующих случаев:
  - Уходит, чтобы вызвать медицинскую помощь.
  - Уступает место другому спасателю с тем же или более высоким уровнем подготовки.
  - Дальнейшее оказание помощи опасно для самого спасателя.
- Помощь оказывается только с согласия пострадавшего. При этом:
  - Если пострадавший без сознания, в бреду, одурманен наркотиками или алкоголем — достаточно разумного предположения, что пострадавший согласился бы на оказание помощи. Суды обычно встают на сторону спасателя.
  - Если пострадавший — несовершеннолетний (до 18 лет), согласие должен дать его родитель или опекун.
    - Если родителей или опекунов нет — можно оказывать помощь независимо от того, что говорит пострадавший.
    - Если они присутствуют, но без сознания, в бреду, одурманены наркотиками или алкоголем — то же самое.
    - При подозрении издевательства над детьми — согласия родителей на оказание помощи не нужно.

В некоторых штатах закон защищает от судебного преследования только тех, кто прошёл сертифицированные курсы оказания первой помощи, в других штатах — всех спасателей, при условии, что они действуют разумно.

## Россия
Аналогом описываемого закона в законодательстве Российской Федерации является ст. 39 УК РФ
В соответствии со статьёй 39 УК РФ (Крайняя необходимость):

1. Не является преступлением причинение вреда охраняемым уголовным законом интересам в состоянии крайней необходимости, то есть для устранения опасности, непосредственно угрожающей личности и правам данного лица или иных лиц, охраняемым законом интересам общества или государства, если эта опасность не могла быть устранена иными средствами и при этом не было допущено превышения пределов крайней необходимости.
2. Превышением пределов крайней необходимости признается причинение вреда, явно не соответствующего характеру и степени угрожавшей опасности и обстоятельствам, при которых опасность устранялась, когда указанным интересам был причинен вред равный или более значительный, чем предотвращенный. Такое превышение влечет за собой уголовную ответственность только в случаях умышленного причинения вреда.

При этом в России установлена уголовная ответственность за неоказание помощи больному (ст.124 Уголовного кодекса РФ) и за оставление в опасности пострадавшего (ст.125 УК РФ). Первая из этих статей, фактически, относится только к профессиональным медикам, которые по закону обязаны оказывать помощь нуждающимся в ней, правда, лишь в специальных случаях, когда одновременно выполняются следующие условия:
- лицо было обязано оказать помощь в соответствии с законом или со специальным правилом (например, клятвой врача России, закрепленной в ст. 71 Федерального закона №323-ФЗ от 21.11.11 «Об основах охраны здоровья граждан в Российской федерации»);
- неоказание помощи повлекло за собой причинение вреда здоровью больного средней тяжести, тяжкого вреда или смерть;
- у отказавшегося от оказания помощи лица не было уважительных причин для этого (в частности, оказание помощи не угрожало жизни и здоровью спасателя).

Вторая из статей требует от любого человека оказания помощи находящемуся в опасном положении лицу, однако, как и в предыдущем случае, при соблюдении ряда условий:
- реальная опасность для жизни или здоровья пострадавшего;
- невозможность для пострадавшего самостоятельно принять меры к самосохранению вследствие возраста, болезни или беспомощного состояния;
- виновный был обязан иметь о заботу о пострадавшем, причем речь именно о наличии такой обязанности до возникновения опасного положения - речь в данном случае о опекаемых лицах, оказания услуг, предусматривающих заботу и личную охрану (няньки, сиделки, телохранители).
- оказывающий помощь сам поставил потерпевшего в опасное состояние либо был обязан иметь о нём заботу по закону или специальному правилу, то есть нёс официальную ответственность за его безопасность.

В части последних двух пунктов возможно наступление хотя бы одного из них, то есть для формирования состава преступления достаточно либо одного, либо другого. 
Если приведённые условия не выполняются, то неоказание первой помощи больному или находящемуся в опасном положении человеку не является криминальным; если помощь всё-таки была оказана, но привела к нежелательным последствиям, то право пострадавшего на последующее предъявление законных претензий к спасателю никакими законами не ограничивается.

## Другие страны
Во многих других странах закон обязывает оказывать помощь пострадавшим, если это не опасно для спасателя. Часто прохожие как минимум обязаны вызвать скорую помощь. Такие законы есть, в частности, во Франции, Испании, Израиле, Японии. Во Франции на этом основании было открыто дело против папарацци, фотографировавших гибель принцессы Дианы. В Германии «Unterlassene Hilfeleistung» (необеспечение помощи) — преступление, граждане обязаны оказывать первую помощь и неподсудны, если она, будучи оказываемой с добрыми намерениями, причинила вред. Умение оказывать первую помощь в Германии и многих других странах обязательно для получения водительских прав.